# Modelo de negócio
Um modelo de negócio descreve como uma organização cria, entrega e captura valor, em termos econômico, social, cultural ou em outros contextos. Para um dado negócio, o modelo descreve a forma específica em que ele é conduzido, de como é feito o gasto e o recebimento financeiro de forma a geral lucro. O processo de construção e modificação de um planos de negócios, chamado de inovação em modelos de negócio, é parte da estratégia de negócio.